# La Meilleure Maîtresse
Pour plus de détails, voir Fiche technique et Distribution.
La Meilleure Maîtresse est un film français réalisé par René Hervil, sorti en 1930.

## Fiche technique
- Titre : La Meilleure Maîtresse
- Réalisation : René Hervil
- Assistant réalisateur : René Lefèvre
- Scénario : Jean-Louis Bouquet, d'après le roman de Georges Oudard
- Photographie : René Guichard
- Décors : Christian-Jaque et Fernand Delattre
- Production : Vandal et Delac
- Pays de production :  France
- Format :  Noir et blanc - 1,20:1
- Genre : Comédie
- Durée : 71 minutes
- Date de sortie : 
  - France : 10 janvier 1930

## Distribution
- Sandra Milowanoff : Denise
- Félicien Tramel : Vachette
- Danièle Parola : Mrs Lanford
- Hubert Daix : un employé
- Paul Amiot : un employé
- Émile Saint-Ober : un employé